# Amt Wachsenburg
Amt Wachsenburg är en kommun i Ilm-Kreis i förbundslandet Thüringen i Tyskland.
Kommunen bildades den 31 december 2012 när kommunen Wachsenburggemeinde uppgick i Ichtershausen och namnet ändrades till Amt Wachsenburg. Kommunen utökades den 1 januari 2019 med den tidigare kommunen Kirchheim och den 31 december 2019 med den tidigare kommunen Rockhausen.